# 小千谷市民会館
小千谷市民会館（おぢやしみんかいかん）は、新潟県小千谷市土川1丁目にある多目的ホール。

## 施設
- 大ホール
  - 484席
  - 控室2室
- 大会議室
  - 204㎡
  - 収容人数:100人
- 中会議室（2室）
  - 88㎡
  - 収容人数:36人
- 小会議室（5室）
  - 44㎡
  - 収容人数:18人
- 和室（2室）
  - 37㎡（21畳）
  - 収容人数:30人
- 調理実習室
  - 88㎡
  - 収容人数:40人
  - 調理台4台
- わくわくルーム
  - 50㎡
  - 収容人数:30人
  - 幼児用遊具、玩具がある。

## 周辺
- 小千谷市立図書館
- 小千谷市立小千谷小学校
- 慈眼寺

## 交通アクセス
- 関越自動車道小千谷ICより車で約3分。
- 越後交通平成2丁目バス停（県道49号沿い）より徒歩約1分、または「本町西」バス停（国道291号本町通り沿い）より徒歩約5分。